# 野村谷川
野村谷川（のむらだにがわ）は、徳島県美馬市を流れる吉野川水系の河川である。

## 地理
美馬市脇町（旧美馬郡脇町字花折河川）の水源から脇町地区を経て脇町野村で吉野川に合流する。
途中、徳島県道・香川県道7号美馬塩江線と並行して流れている。河川にはノベの滝（落差約14m）がかかる。流域には美馬温泉や坊僧遺跡が存在する。

## 名所
- ノベの滝
- 美馬温泉
- 坊僧遺跡

## 流域の主な施設
- 美馬市立芝坂小学校
- 徳島県道・香川県道7号美馬塩江線
- 徳島県道12号鳴門池田線

## 流域の自治体
徳島県
美馬市